# 日本の世界自然遺産 〜知床の四季 命の輝き〜
『日本の世界自然遺産 ～知床の四季 命の輝き～』（にほんのせかいしぜんいさん しれとこのしき いのちのかがやき）は、NHKBShi番組ハイビジョン特集内で放送された知床半島の物語である。

## 内容
北海道の東端にあるオホーツク海に面した知床半島。森に生息するヒグマは、森の王者。ヒグマは、川に向かって旅を始める。一方半島では、大空の覇者オジロワシが、流氷にいた。知床に展開する生命の循環を、雄大な自然景観の中に描写する。

## 登場生物

### 主人公
ヒグマ
北海道に生息したため、秋を体験したことがなかった。はじめての秋では、カラフトマスを捕食する。カラフトマス捕食のさなか、海岸に打ち上げられて死んでいるミンククジラを食べる。
オジロワシ
冬で寒さ、空腹、天敵と戦いながら、結婚相手を見つけ夏で子孫を残そうとする。カラフトマスの大回遊で発生した死骸を食べる。日本では1970年に種として国の天然記念物、1993年に種の保存法施行に伴い国内希少野生動植物種に指定される。

### その他
エゾシカ族
半島全体に広く分布するシカの一種で、自分たちの主食である夏期には草本や牧草を自ら栽培する。毎年冬になる1600kmの大移動を行う。エゾシカは肉食動物に対抗する術がないので、肉食動物の格好の餌食となり、毎年肉食動物の腹を満たす。
オオワシ
オジロワシとは違い、夏にロシアで繁殖する。
シャチ
オホーツク海最強の肉食生物。アザラシを捕食するため流氷にいたが死亡。海岸に打ち上げられた死体はヒグマたちのエサとなった。
ゴマフアザラシ
アザラシ。冬から春にかけては流氷とともに移動・回遊するため、流氷が消滅し後退すると北上する。魚を食べる。なお、ゴマフアザラシとクラカケアザラシはオオワシとオジロワシたちより南に分布し、冬から春にかけては流氷上で出産する。流氷期が終わるとゴマフアザラシは分散して沿岸で生活するがクラカケアザラシは外洋で回遊する。ハイビジョン特集内で放送されたさいには「ゴマフアザラシとクラカケアザラシ」と呼ばれていた。
カラフトマス
サケ科の魚。半島全体で産卵するというユニークな産卵の仕方をする。外洋で大回遊を行うが、サケとの産卵を巡っての争いが起こる。一対一の場合サケが不利。
キタキツネ
肉食生物。敏捷な動きをする。山のふもとで毎年昆虫、ネズミ、鳥、果実（サルナシ、ヤマブドウ、エゾヤマザクラ）、シカの死骸、魚を狙う。一頭が崖の近くでシマフクロウたちを襲う。
シマフクロウ
最大のフクロウ。カラフトマスの大回遊で発生した死骸を食べる。そのためキツネに追い払われるほど戦闘力は低い。しかし、少しでも休めばすぐに襲い掛かってくる。
ツチクジラ、マッコウクジラ、ミンククジラ
クジラ。魚などを捕食する。ミンククジラは海岸に打ち上げられて死亡、海岸に打ち上げられた死体はヒグマたちのエサとなった。
ハシボソミズナギドリ
海鳥。春から秋にかけて訪れ、知床半島沖では毎年、数千から数万羽の大群が見られる。洋上から水中に勢い良く飛び込み、魚などを捕食する。
クリオネ、オオカミウオ、フサギンポ、シモフリカジカ、ミズダコ、ホテイウオ
流氷には森の豊かな栄養分が含まれる。この栄養分が流氷の下で植物プランクトンを生み、それを動物プランクトンが食べ、さらにこれを小魚や貝が食べる。アムール川から流れ出る森の豊かな栄養分が、こうした食物連鎖で、知床の海に独特の海洋生物を育む。